# Mundartisten
Die Mundartisten sind eine Hip-Hop-Crew aus Langenthal in der Schweiz. Die Mitglieder der Band waren Freunde von Chrigu, dessen Leben und Tod im gleichnamigen Dokumentarfilm porträtiert wird und tauchen somit auch im Film auf, für welchen sie 2007 den Soundtrack komponierten. 2009 gründeten sie ihr eigenes Label Mundartisten Records, welches von der Band als Plattform für ihre vielfältigen Band- und Soloprojekte genutzt wird.

## Auszeichnungen
- 2004: Kulturförderpreis der Stadt Langenthal

## Diskografie

### Studioalben
- 2002: Gift
- 2006: Blauäugig
- 2010: M mit Featurings von Delinquent Habits und Orlando Menthol

### Soundtracks
- 2007: Chrigu

### Kompilationen
- 2010: Schwizer HipHop Heldä

### Singles und EPs
- 2012: Das chunnt eus spanisch vor
- 2004: Burebuebe EP

### Videos und DVDs
- 2005: Tractus Opticus (DVD)

## Filmografie

### Dokumentarfilme
- 2007: Chrigu (CH, Jan Gassmann) 57. Internationale Filmfestspiele Berlin (Berlinale) 2007, Schweizer Kino-Premiere am 25. Oktober 2007